# キャンピングトレーラー

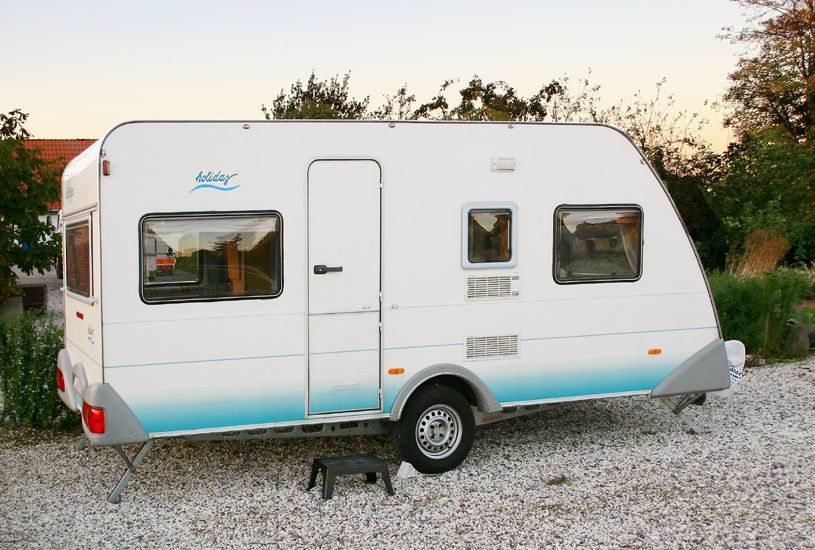
キャンピングトレーラーの一例
ドイツ・エイフェルラント社製

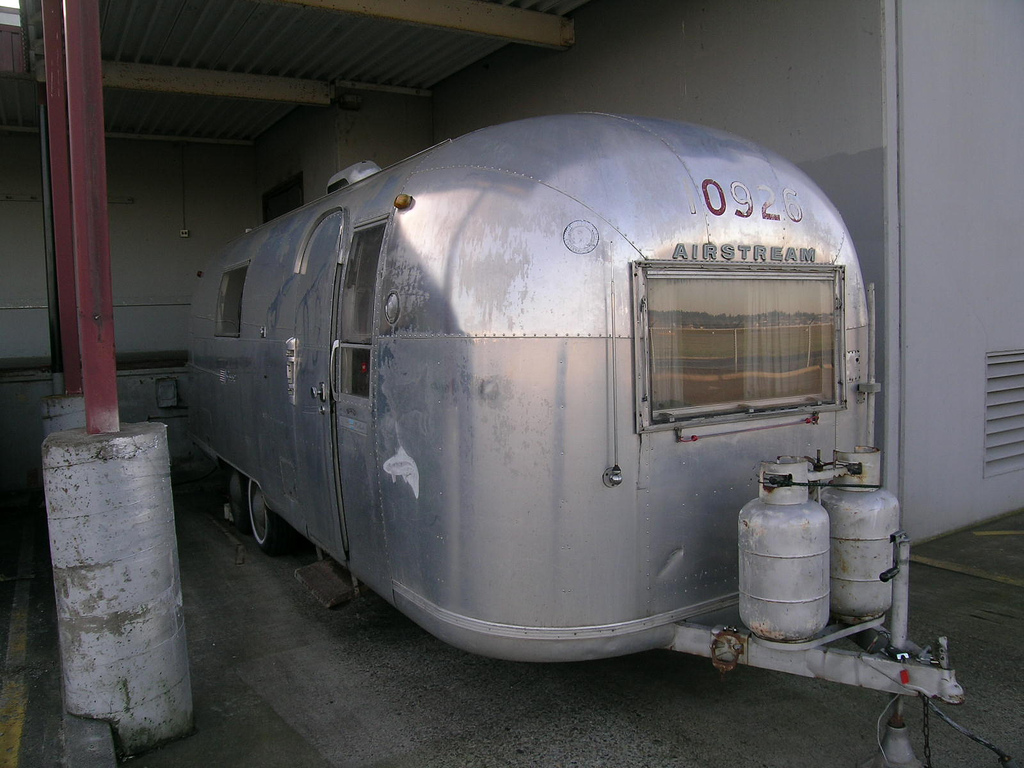
1966 エアストリーム Overlander International

キャンピングトレーラーとは、キャンピングカーの一種であり、箱型の居室にドア、窓、ベッド、ダイニングテーブル、キッチン、トイレ、シャワーなど生活に必要な装備を一通り整えたトレーラーを言う。トラベルトレーラー (travel trailer) とも言う。欧州ではWohnwagenもしくはキャラバン (caravan) と呼ばれる。牽引する車両をトラクターユニットと呼ぶ。

## 概要
自走装置を持たず、他の自走車両にけん引されるタイプのキャンピングカーである。欧米では旅行手段の一つとして定着しており、日本と比べ圧倒的に登録数が多い。
以下に、日本では一般的なキャンピングカーであるキャブコンバージョンとの違いを述べる。

### 利点
広さ
一般的なキャブコンバージョンと比較して、遥かに車室が広い。普及価格帯のキャブコンバージョンで2つ以上のリビングセットを持つ車両はほぼ皆無だが、キャンピングトレーラーでは一般的である。ベッドの広さもトレーラーの方が広い場合が多い。
設備
一部架装（エアコンなど）を除き、トレーラーの方が良い場合が多い。キャブコンバージョンでは広さの都合で犠牲にされる設備が、トレーラーには当てはまらない場合が多い。窓についてはすべて二重窓である場合が多く、結露を起こしにくい。
価格
圧倒的に安価であるケースが多い。トレーラーと同じ広さ、同じ設備のキャブコンバージョンは、3倍以上の価格である場合が多い。
耐久性が高い
外装がアルミ製である場合が多く、FRP製が多いキャブコンバージョンと比較して耐候性が高い。
その他
キャブコンバージョンの多くは、日常生活に使用することは困難であるケースが多く、別途、乗用車を用意するケースが多い。トレーラーは使用するときのみけん引すればよく、イニシャルコスト、ランニングコスト双方で、安価になる。自動車保険料も安価であるケースが多い（車両保険を除く）。

### 欠点
連結時の車長が長い
けん引するトラクタの全長が足されるため、一般にキャブコンバージョンの全長よりも長くなる。このため、けん引時に駐車場を確保しにくくなる問題や右左折時の内輪差などが発生する。カーフェリーの料金も高くなるケースが多い。
走行中には乗車できない
キャブコンバージョンと違い、走行中には乗車できない（詳しくは後述）。
高速道料金
ネクスコが管理する高速自動車国道等においてはキャブコンバージョンやバスコンバージョンは、ナンバープレートが改造前の種車と同じ登録であれば、車体の大きさを問わず種車と同じ料金で走行する事が可能である。元が3/4/5/7ナンバーであれば普通車料金となる。一方キャンピングトレーラーの場合、牽引車が普通乗用や小型貨物車でトレーラ側が1軸の場合中型車料金である。軽自動車にて車軸1軸のトレーラーをけん引する場合は普通車料金となり、普通貨物車や普通車に車軸2軸のトレーラをけん引する場合大型車料金となる。また首都高速道路、その他有料道路により取り決めが異なる場合がある。
その他
グレータンク（汚物を含まない生活排水用のタンク）を搭載しないケースが多い。
エアコンや発電機を標準的に搭載する場合が少ない。トラクタ側よりの走行充電を含む外部電力、或いはソーラーパネル、ポータブルバッテリーを装着する事によるオフグリッド化が求められる。

## 制動装置
牽引時短距離で停止するためにはトレーラーの制動も必要となるが、トレーラーの制動装置には、トラクターからの指令方式で大きく分けて3つの方式がある。主制動装置のほかに、駐車用の制動装置も備える。
ブレーキ無し
トラクターの主制動装置だけに頼る制動方式で、日本では総重量750kg以下のライトトレーラーのみ許可される方式。この場合、トレーラーの総重量はトラクター重量の半分以下であることが条件になっている。ボートやバイクなど比較的軽量な物を運ぶトレーラーに多くみられる。ヨーロッパ製のトレーラーでは、軽量な小型車での牽引を想定していることから、安全上ブレーキ無しは少ない。
慣性ブレーキ式
ヨーロッパ製トレーラーで主流の制動方式で、トラクターが制動をかけ減速するとき、トレーラーがトラクターを押す力が発生し、その押す力によりトレーラーの車輪にブレーキをかける。駐車制動装置と主制動装置は同じ制動装置であることが多い。
制動方式にはテコの原理で慣性そのものを制動力とする方式と、独立したブレーキシステムを作動させる方式とが存在する。
電磁ブレーキ式
トレーラーの電磁ブレーキをトラクター側よりコントロールする。運転席でトレーラーのブレーキの利き具合を容易に調整できる。指令方式・ブレーキの機械的構造には数種類ある。発電ブレーキも存在する。

## ヨーロピアンスタイル&アメリカンスタイル
制動方式のほかに、ヨーロッパ製トレーラーとアメリカ製トレーラーでは以下の相違がある。また、日本製も存在するが、大量生産ではなく極少数であることから、どちらかにあわせている（主にアメリカンスタイルが多い）。ただし、車体の構造は軽量化のため、アルミやFRPを多用し、内装には断熱性の高い木材や樹脂が多用される、という特徴がある。
カプラーボール径
アメリカ式のボール径は2インチ(50.8mm)であるが、ヨーロッパ式のボール径は50mmである。カプラー側が2インチのものであれば締め込み調整で50mmのボールに対応できてしまうが、規格が違い危険な為、専用品を使用しなければならない。アメリカ式の一部には、大型トレーラーと同様の5thホイール式や、3インチか2・5/16インチをピックアップトラックの荷台に設置したグースネック式のものもある。
電装コネクター
アメリカ式とヨーロッパ式ではトレーラーとトラクターを電気的に接続するコネクターの形状が異なる。トラクター側に両方式のコネクターを備えたものもある。
日本国内には統一規格がないためメーカーや輸入代理店ごとに異なる場合がある。
窓
ヨーロッパ式はアクリル樹脂製の断熱2重構造の窓を採用するものが多いが、アメリカ式はガラス1枚の窓で冬季暖房時には結露することがある。

## 装備
- トイレ

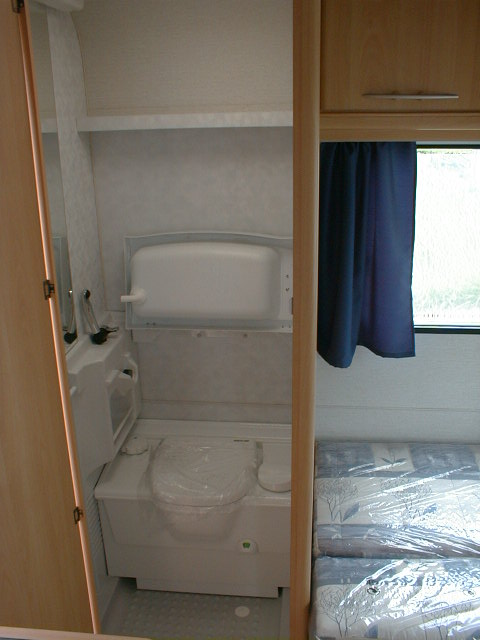
トイレ

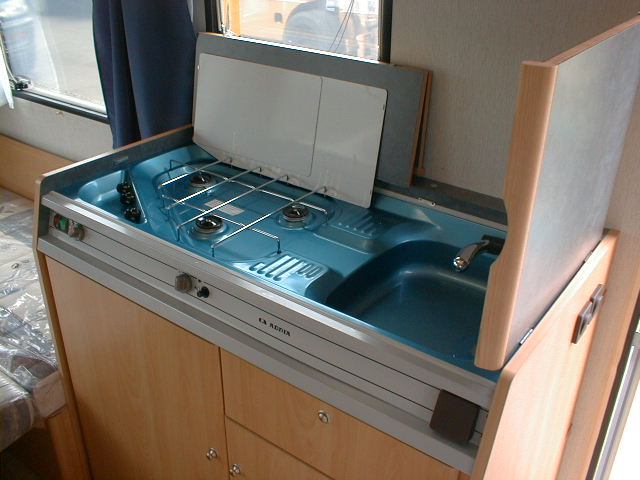
シンク

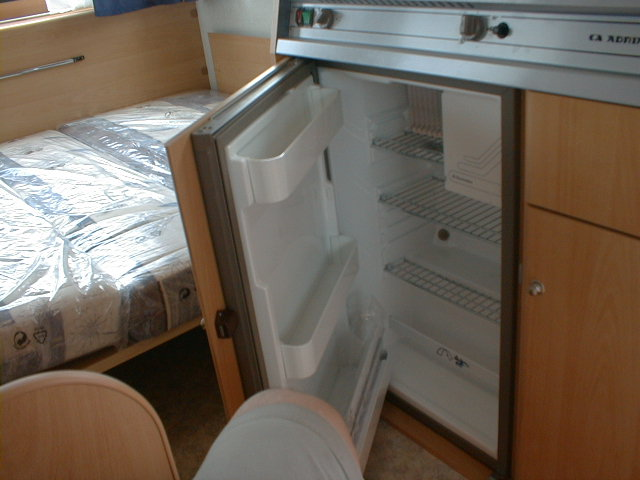
冷蔵庫

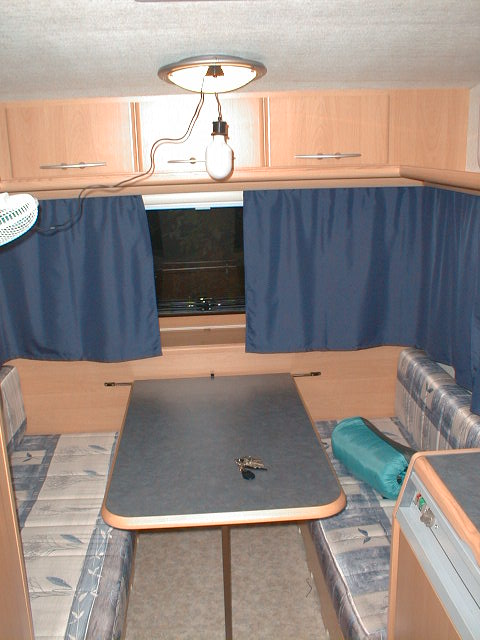
ダイニングテーブル

  - 薬剤を使用して消臭衛生処理を行う簡易式トイレを備える。大型ではカートリッジ式かダンブ式の排泄物タンクを用いるものが多く、処理の手軽さで開口した汚水マスに直接投棄出来るダンブ式が好まれてきている。
- 暖房設備
  - 灯油もしくはガソリン使用のFF式暖房であるが、バッテリーでファンをまわす強制循環方式と電気を使用しない自然対流方式がある。
- 冷房設備
  - 装置の小型化が進み常備するものも多いが消費電力が高いため、移動中は自然換気のみで商用電源完備のキャンプサイトなどの外部電源に頼るか、または発電機を装備して使用する場合ある。
- シンク
- 水栓
- ガスコンロ
- 冷蔵庫
  - ガス、バッテリー、商用電源（日本国内はAC100V）の3ソース対応のものが主流である。ガス方式はアンモニアの気化熱を利用したもので電源を必要としないためキャンピングトレーラーに最適な装備となっているが50L弱の小型のものになる。
- シャワー
- 洗面台（シャワーとトイレの兼用が殆ど）
  - 電動ポンプによりシャワーが使用可能。ボイラーにより温水を供給できるものもあるが、給湯量は少ない。排水タンクはシンク用と共用もしくは個別。
- ダイニングテーブル
  - 小型のトレーラーではダイニングテーブルとベッドを兼用するものがほとんどである。
- テレビ、ビデオ
- 電源装置
  - 50Ahから100Ah程度のディープサイクルバッテリーを電源として積載する。2-3日の滞在であれば補充電することなく過ごすことが可能。また、商用電源がある場所では接続して車内へ電気を供給することも可能。
- 走行充電システム
  - 自動車走行中に充電する走行充電システムや、ソーラーバッテリーから補充電するシステムがついていることもある。
- 発動発電機
  - 商用電源が利用できない、またはバッテリーだけでは容量が不足する場合に装備する。
- サイドオーニング（外部の雨よけ日よけテント）
- サイクルラック（前部や後部に自転車を積む設備）

## 日本国内での運行事情

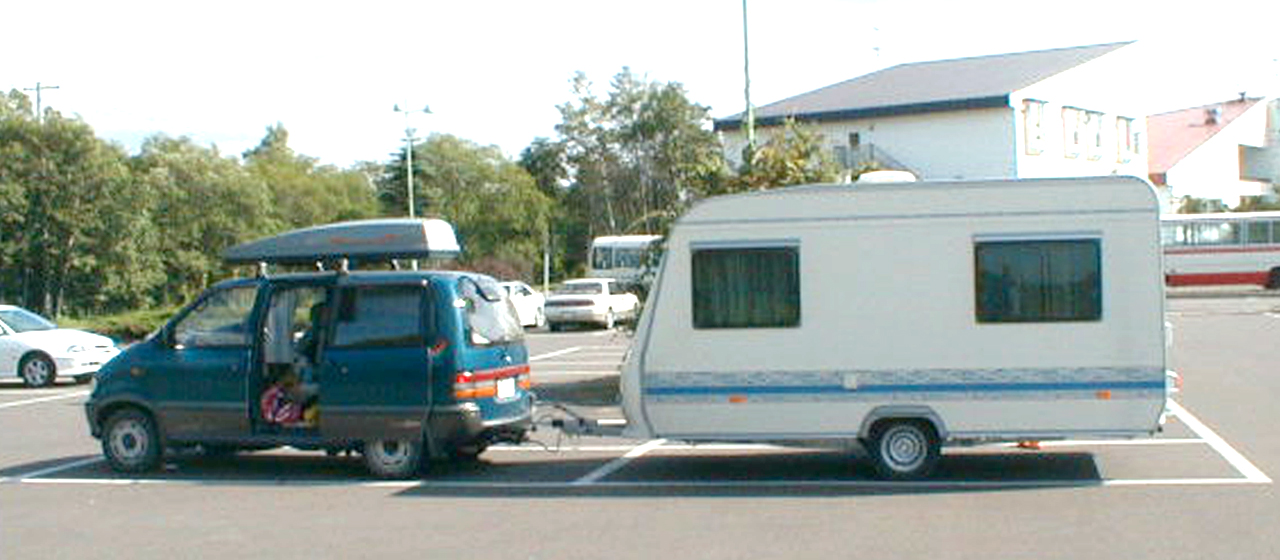
トラクターに接続されたキャンピングトレーラー

### 牽引免許を受けずに牽引できるトレーラー
車両総重量750kg以下のトレーラーは牽引免許を受けずに牽引できる。車両総重量が750kgを超えるものは牽引免許(または牽引二種免許)が必要となる。
中には軽自動車で牽引、もしくはバイクで牽引可能なほど軽量なキャンピングトレーラー(ティアドロップトレーラーなど)もある。
その多くは海外製である。

### 牽引車登録
キャンピングトレーラーを牽引する際には、最寄の陸運支局でトラクターヘッドの牽引能力の書類審査と車検証への記載、またはトレーラーの車検証に牽引可能なトラクターの車種を記載する必要がある。近年規制緩和の一環として、ライトトレーラー（車両総重量750kg以下（慣性ブレーキ付きは1,990kg)）まではトラクター側の車検証備考欄の記載変更で不特定のライトトレーラーを牽引できることになった。

### 注意事項
キャンピングトレーラーに人を乗せたまま走行することは、車両総重量2,000kg未満の場合、保安基準で規制されているためできない。2,000kg以上のものでも、車検証に定員が記載されていない場合はできない。

### 自動車保険
車検時に自賠責保険はトレーラー自体で加入する必要があるが、任意保険についてはトラクターの任意保険でカバーされる場合がある。トラクターの任意保険がトレーラーに有効かどうかは個々の任意保険会社へ問い合わせ確認が必要である。自損事故に備える場合は車両保険に加入する必要がある。かつては割高であったトレーラーの車両保険金は近年は乗用車とほぼ同じ水準となっている。